# Vitvingad sångtangara
Vitvingad sångtangara (Xenoligea montana) är en tätting som numera placeras i den nybildade familjen sångtangaror. Den förekommer enbart förekommer på ön Hispaniola i Västindien. Där är den fåtalig och minskar i antal. Den upptas därför på IUCN:s röda lista över hotade arter, kategoriserad som sårbar.

## Utseende
Vitvingad sångtangara är en rätt kraftig tätting med en kroppslängd på 14,5 centimeter. Den olivgröna ovansidan kontrasterar med det grå huvudet. Den kraftiga näbben är svart och ögat mörkt. Under tygeln syns en vit fläck och rund ögat en partiell ögonring. Undersidan är vitaktig och handpennorna har även de mycket vitt. Stjärten är grå med vita yttre stjärtpennor. Den liknande och närbesläktade arten grönstjärtad sångtangara (Microligera palustris) är mindre kontrastrik och färgglad samt saknar både den vita fläcken under tygeln och det vita i handpennorna.

## Utbredning och systematik
Fågeln förekommer enbart i bergsskogar på ön Hispaniola i Västindien,  i Massifs de la Hotte och de la Selle  i Haiti samt Sierras de Baoruco och de Neiba liksom Cordillera Central i Dominikanska republiken. Den behandlas som monotypisk, det vill säga att den inte delas in i några underarter.

### Släktskap och familjetillhörighet
Vitvingad sångtangara placeras som enda art i släktet Xenoligea. Tidigare placerades den i familjen skogssångare (Parulidae) och kallades tidigare på svenska just vitvingad skogssångare. DNA-studier visar dock att den tillhör en helt egen utvecklingslinje tillsammans med några andra arter skogssångare och tangaror som alla enbart förekommer i Västindien. Numera förs den därför till den nyskapade familjen sångtangaror (Phaenicophilidae) där även de två arterna i Phaenicophilus ingår, liksom grönstjärtad sångtangara (Microligea palustris).

## Levnadssätt
Vitvingad sångtangara trivs i täta stånd av bergslövskogar men även ibland tall. Den påträffas mellan 875 och 2 000 meters höjd, men främst 1 300–1 800. Den födosöker efter frön och insekter lågt i tät vegetation, framför allt i närheten av hampväxten Trema micrantha. Boet placeras även det lågt i tät undervegeation.

## Status och hot
Arten har en liten och fragmentiserad utbredning, och har historiskt minskat i antal, en utveckling som tros fortsätta till följd av habitatförlust. Internationella naturvårdsunionen IUCN kategoriserar därför arten som sårbar. Världspopulationen uppskattas till mellan 2 500 och 10 000 individer.